# Колодин, Виктор Владимирович
Виктор Владимирович Колодин (род. 25 ноября 1948) — советский футболист, полузащитник, нападающий.
Начинал играть в 1966 году в команде «Спартак» Мелитополь. В 1968—1970 годах выступал за СКЧФ Севастополь. Играл во второй (1971, 1973, 1978—1979) и первой (1972, 1974—1977) лигах за «Кривбасс» Кривой Рог (1971—1973), «Металлург» Запорожье (1974—1977), «Кристалл» Херсон (1978—1979).
В 1980 году выступал за команду КФК «Энергия» Новая Каховка.
Сын Дмитрий — украинский футболист и тренер.